# Saison 2 de The Last Man on Earth
Chronologie
Saison 1 Saison 3
La deuxième saison de The Last Man on Earth, série télévisée américaine, est constituée de dix-huit épisodes, diffusée du 27 septembre 2015 au 15 mai 2016 sur Fox, aux États-Unis.

## Généralités
- Aux États-Unis, la saison a été diffusée du 27 septembre 2015 au 15 mai 2016 sur le réseau FOX.
- Au Canada, elle a été diffusée en simultanée le réseau Citytv.

## Distribution

### Acteurs principaux
- Will Forte (VF : Antoine Nouel) : Phil « Tandy » Miller
- Kristen Schaal (VF : Audrey Sablé) : Carol Pilbasian
- January Jones (VF : Nathalie Karsenti) : Melissa Chartres
- Mel Rodriguez (VF : Jérôme Pauwels) : Todd Rodriguez
- Mary Steenburgen (VF : Maïté Monceau) : Gail Klosterman
- Cleopatra Coleman (VF : Aurélie Nollet) : Erica
- Boris Kodjoe (VF : Namakan Koné) : Phil « Stacy » Miller (II) (épisodes 2 à 10)

### Invités
- Jason Sudeikis (VF : Thierry Kazazian) : Mike Miller, frère de Phil[1]
- Will Ferrell : Gordon Vanderkruik (épisode 2)
- Jacob Tremblay : jeune Phil/Tandy[2]
- Mark Boone Junior (VF : Sylvain Lemarié) : Pat Brown (épisode 11)

## Épisodes

### Épisode 1:Il y a quelqu'un ?
- États-Unis /  Canada : 27 septembre 2015 sur FOX[3] / Citytv[4]
- France : 23 novembre 2016 sur Canal+ Séries
- Belgique : 3 janvier 2019 sur Plug RTL

- États-Unis : 3,14 millions de téléspectateurs[5] (première diffusion)

### Épisode 2:Bouh, t'es mort !
- États-Unis /  Canada : 4 octobre 2015 sur FOX / Citytv
- France : 23 novembre 2016 sur Canal+ Séries
- Belgique : 3 janvier 2019 sur Plug RTL

- États-Unis : 3,3 millions de téléspectateurs[6] (première diffusion)

Will Ferrell

### Épisode 3:Mort-vivant
- États-Unis /  Canada : 11 octobre 2015 sur FOX / Citytv
- France : 23 novembre 2016 sur Canal+ Séries
- Belgique : 10 janvier 2019 sur Plug RTL

- États-Unis : 2,7 millions de téléspectateurs[7] (première diffusion)

### Épisode 4:CQFD
- États-Unis /  Canada : 18 octobre 2015 sur FOX / Citytv
- France : 23 novembre 2016 sur Canal+ Séries
- Belgique : 10 janvier 2019 sur Plug RTL

- États-Unis : 2,29 millions de téléspectateurs[8] (première diffusion)

### Épisode 5:Crickets
- États-Unis /  Canada : 25 octobre 2015 sur FOX / Citytv
- France : 30 novembre 2016 sur Canal+ Séries
- Belgique : 17 janvier 2019 sur Plug RTL

- États-Unis : 3,36 millions de téléspectateurs[9] (première diffusion)

### Épisode 6:Un câble trop électrique
- États-Unis /  Canada : 8 novembre 2015 sur FOX / Citytv
- France : 30 novembre 2016 sur Canal+ Séries
- Belgique : 17 janvier 2019 sur Plug RTL

- États-Unis : 2,57 millions de téléspectateurs[10] (première diffusion)

### Épisode 7:À petits pas
- États-Unis /  Canada : 15 novembre 2015 sur FOX / Citytv
- France : 30 novembre 2016 sur Canal+ Séries
- Belgique : 24 janvier 2019 sur Plug RTL

- États-Unis : 2,84 millions de téléspectateurs[11] (première diffusion)

### Épisode 8:Pas de taureau
- États-Unis /  Canada : 22 novembre 2015 sur FOX / Citytv
- France : 30 novembre 2016 sur Canal+ Séries
- Belgique : 24 janvier 2019 sur Plug RTL

- États-Unis : 3,27 millions de téléspectateurs[12] (première diffusion)

### Épisode 9:Cadeau surprise
- États-Unis /  Canada : 6 décembre 2015 sur FOX / Citytv
- France : 7 décembre 2016 sur Canal+ Séries
- Belgique : 31 janvier 2019 sur Plug RTL

- États-Unis : 3,58 millions de téléspectateurs[13] (première diffusion)

### Épisode 10:Douce Nuit
- États-Unis /  Canada : 13 décembre 2015 sur FOX / Citytv
- France : 7 décembre 2016 sur Canal+ Séries
- Belgique : 31 janvier 2019 sur Plug RTL

- États-Unis : 3,16 millions de téléspectateurs[14] (première diffusion)

### Épisode 11:Noir complet
- États-Unis /  Canada : 6 mars 2016 sur Fox[16] / Citytv
- France : 7 décembre 2016 sur Canal+ Séries
- Belgique : 7 février 2019 sur Plug RTL

- États-Unis : 2,72 millions de téléspectateurs[17] (première diffusion)

- Jason Sudeikis (Mike Miller)
- Jacob Tremblay (Young Tandy)
- Mark Boone Junior (Pat)

### Épisode 12:Valhalla
- États-Unis /  Canada : 13 mars 2016 sur Fox / Citytv
- France : 7 décembre 2016 sur Canal+ Séries
- Belgique : 7 février 2019 sur Plug RTL

- États-Unis : 2,56 millions de téléspectateurs[18] (première diffusion)

### Épisode 13:Allez, les petits poissons
- États-Unis /  Canada : 3 avril 2016 sur Fox / Citytv
- France : 14 décembre 2016 sur Canal+ Séries
- Belgique : 14 février 2019 sur Plug RTL

- États-Unis : 2,11 millions de téléspectateurs[19] (première diffusion)

### Épisode 14:Trace de pneu
- États-Unis /  Canada : 10 avril 2016 sur Fox / Citytv
- France : 14 décembre 2016 sur Canal+ Séries
- Belgique : 14 février 2019 sur Plug RTL

- États-Unis : 2,70 millions de téléspectateurs[20] (première diffusion)

### Épisode 15:L'Annulaire
- États-Unis /  Canada : 17 avril 2016 sur Fox / Citytv
- France : 14 décembre 2016 sur Canal+ Séries
- Belgique : 21 février 2019 sur Plug RTL

- États-Unis : 2,52 millions de téléspectateurs[21] (première diffusion)

### Épisode 16:Douce Chute
- États-Unis /  Canada : 24 avril 2016 sur Fox / Citytv
- France : 21 décembre 2016 sur Canal+ Séries
- Belgique : 21 février 2019 sur Plug RTL

- États-Unis : 2,13 millions de téléspectateurs[22] (première diffusion)

### Épisode 17:Cons et malins à la fois
- États-Unis /  Canada : 8 mai 2016 sur Fox / Citytv
- France : 21 décembre 2016 sur Canal+ Séries
- Belgique : 28 février 2019 sur Plug RTL

- États-Unis : 2,21 millions de téléspectateurs[23] (première diffusion)

Jason Sudeikis (Mike Miller)

### Épisode 18:Expérience scientifique
- États-Unis /  Canada : 15 mai 2016 sur Fox / Citytv
- France : 21 décembre 2016 sur Canal+ Séries
- Belgique : 28 février 2019 sur Plug RTL

- États-Unis : 2,23 millions de téléspectateurs[24] (première diffusion)

Jason Sudeikis (Mike Miller)